# Bispira manicata
Bispira manicata är en ringmaskart som först beskrevs av Grube 1878.  Bispira manicata ingår i släktet Bispira och familjen Sabellidae. Inga underarter finns listade i Catalogue of Life.